# Derivación del estado

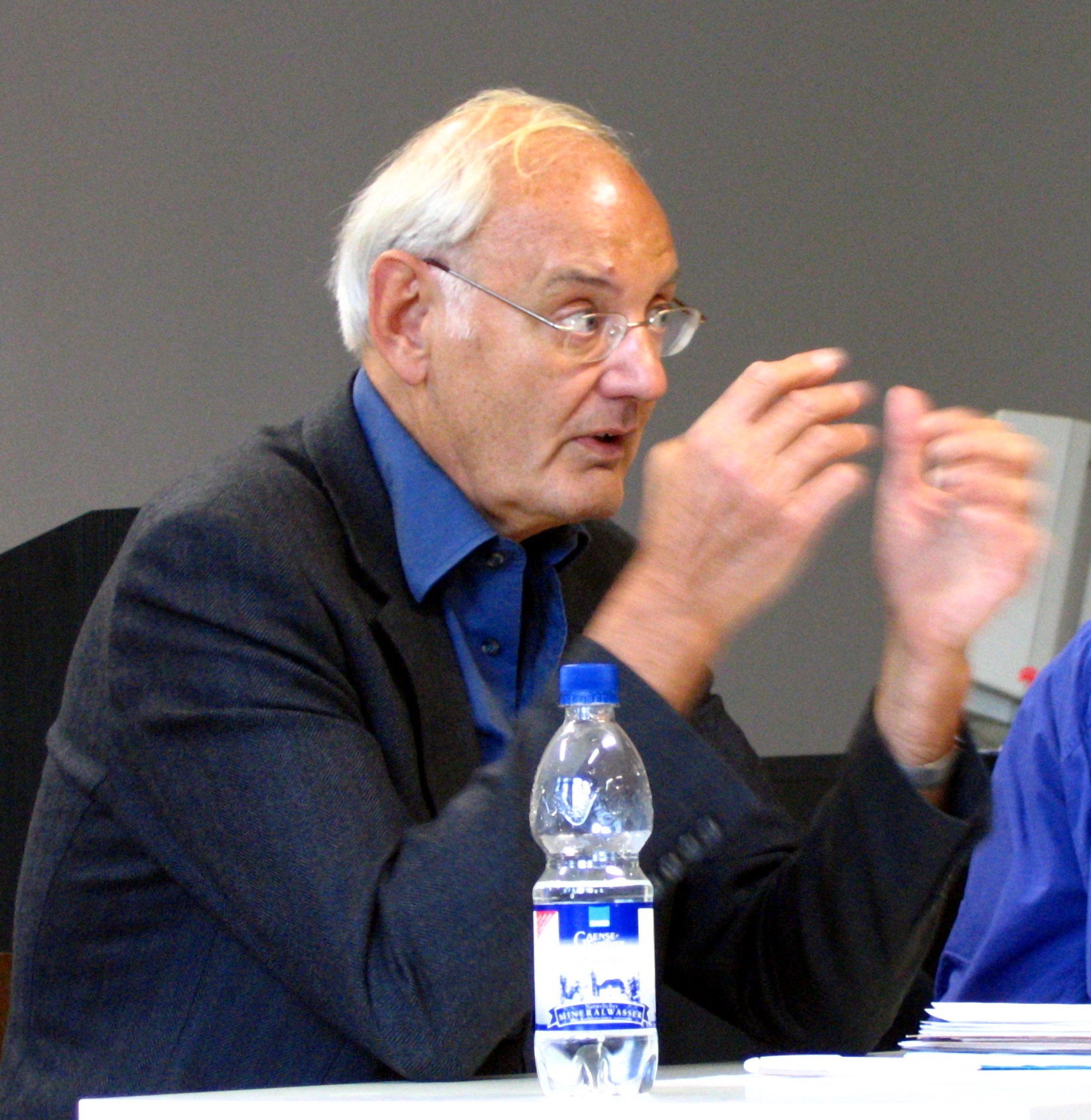
Elmar Altvater, uno de los académicos que participaron en el debate alemán de la derivación del estado.

La derivación del estado ha sido entendida como el proyecto teórico, dentro del marxismo, de explicar el surgimiento, la existencia, la necesidad y el carácter del estado a partir de la estructura de las relaciones sociales capitalistas.

## Antecedentes
Un precursor de la derivación del estado fue el jurista soviético Yevgueni Pashukanis, quien en 1924 publicó Teoría general del derecho y marxismo. En este libro, Pashukanis abordó el derecho y el estado a partir de la noción de mercancía y concluyó que el estado debe entenderse como una forma de relaciones específicamente capitalista, de la misma manera que el valor o el dinero.

Pashukanis planteó una serie de preguntas que se volvieron centrales en el debate de la derivación del estado que tuvo lugar en décadas posteriores:
“¿Por qué la dominación de clase no permanece como lo que es, es decir, la sujeción de una parte de la población a otra? ¿Por qué reviste la forma de una dominación estatal oficial, o lo que es lo mismo, por qué el aparato de coacción estatal no se constituye como aparato privado de la clase dominante, por qué se separa de esta última y reviste la forma de un aparato de poder público impersonal, separado de la sociedad?”.
Otro antecedente es el debate desarrollado entre Ralph Miliband y Nicos Poulantzas a fines de la década de 1960 y parte de la década de 1970. Mientras que Miliband, desde un punto de vista instrumentalista, buscaba explicar el carácter capitalista del estado a través de los vínculos personales entre los funcionarios estatales y los capitalistas, Poulantzas, desde una perspectiva estructuralista, buscaba desarrollar una teoría política marxista para complementar la teoría desarrollada por Marx en El capital, que Poulantzas entendía como una teoría fundamentalmente económica.

## Debate alemán sobre la derivación del estado
A partir de la década de 1970 tuvo lugar en Alemania Occidental un extenso y nutrido debate sobre la derivación del estado, que se llevó a cabo principalmente en el ámbito académico, aunque estuvo determinado por la situación política alemana de ese momento. Después de que la coalición social-liberal, integrada por el Partido Socialdemócrata de Alemania y el Partido Democrático Libre, asumiera el gobierno de la República Federal de Alemania en 1969, una parte importante de la izquierda política y de la clase trabajadora tenían puestas sus esperanzas en las reformas sociales y en un cambio fundamental de las instituciones y de la sociedad por medio del estado.
Los teóricos que participaron en el debate de la derivación del estado, en cambio, coincidieron en plantear los límites estrechos de las reformas sociales a través del estado, dado que el estado es, en sí mismo, una de las formas en que se manifiestan las relaciones de dominación en la sociedad capitalista. Por otro lado, los planteos de los teóricos derivacionistas se diferenciaron tanto del instrumentalismo de Miliband como del estructuralismo de Poulantzas, retomando las preguntas planteadas por Pashukanis en la década de 1920.
En el debate sobre la derivación del estado, según Joachim Hirsch, el estado es entendido como un componente de la propia relación de producción capitalista, su forma política particular. Las relaciones de explotación tienen una lógica que hace que la clase dominante económicamente no pueda gobernar políticamente de manera directa, sino que su dominio solo puede ser realizado por medio de una autoridad, el estado, que está relativamente separada de las clases. Al mismo tiempo, el estado permanece sujeto a la lógica estructural y funcional de la sociedad capitalista. No es una entidad que se encuentra fuera del capital. El estado burgués es, por tanto, un estado de clase sin ser el instrumento directo de una clase. Y precisamente esta "particularidad" o "autonomía relativa" del estado es la base de la "ilusión del estado", es decir, de la falsa apariencia que tiene el estado de ser un ente neutral que puede ser utilizado por la clase trabajadora para acabar con la explotación.
Algunos autores destacados del debate sobre la derivación del estado desde 1970 son Rudolf Wolfgang Müller, Christel Neusüß, Bernhard Blanke, Elmar Altvater, Freerk Huisken, Joachim Hirsch y el Projekt Klassenanalyse (incluyendo a Joachim Bischoff). Los principales matices y desacuerdos entre estos y otros autores giraron en torno a cuál debe ser el punto de partida de la derivación del estado (la mercancía, el capital en general, las formas de superficie de la competencia capitalista, etc.) y a cuál es la contradicción específica que determina la posibilidad, o la necesidad, de la organización del dominio de clase en la forma específica del estado. A partir de estas diferencias teóricas, también discutieron acerca de los alcances y límites empíricos de la intervención del estado.